# Всесоюзный конкурс дирижёров
Всесоюзный конкурс дирижёров был проведён в Москве в 1938 г. с жюри во главе с Самуилом Самосудом, в которое входили Николай Мясковский, Генрих Нейгауз, Александр Гольденвейзер, Александр Гаук, Дмитрий Кабалевский и другие видные музыканты. В дальнейшем конкурс регулярно проходил в 1966—1988 гг.

## Лауреаты

### 1938
- Евгений Мравинский (первая премия)
- Натан Рахлин (вторая премия)
- Александр Мелик-Пашаев (вторая премия)
- Константин Иванов (третья премия)
- Марк Паверман (четвёртая премия)

### 1966
- Юрий Темирканов (первая премия)
- Даниил Тюлин (вторая премия)
- Фуат Мансуров (третья премия)
- Александр Дмитриев (четвёртая премия)
- Максим Шостакович (пятая премия)
- Юрий Симонов (шестая премия)

### 1971
- Александр Лазарев (первая премия)
- Вольдемар Нельсон (вторая премия)

### 1976
- Валерий Гергиев (вторая премия)
- Валентин Кожин (вторая премия)
- Михаил Кукушкин (третья премия)
- Тимур Мынбаев (четвёртая премия)

### 1983
- Игорь Головчин (вторая премия)
- Равиль Мартынов (вторая премия)
- Гинтарас Ринкявичус (вторая премия)
- Александр Говоров (третья премия)

### 1988
- Александр Поляничко (первая премия)
- Александр Полищук (третья премия)
- Рашид Скуратов (третья премя)